# Cristina Amaral (cantora)
Antonia Cristina Amaral Silva, conhecida como Cristina Amaral (Sertânia, 13 de junho de 1962), é uma cantora e compositora brasileira.
Pernambucana da cidade de Sertânia, começou suas atividades artísticas ainda criança quando fez parte de um grupo jovem e cantava em templos da Igreja Católica, foi convidada a participar da Orquestra Marajoara como vocalista, depois ingressou no Grupo Os Tropicais onde dividiu o palco com Flávio José durante alguns anos. Em 1990 sua carreira solo começava, participa e vence o Festival Recifrevo, em 1991 participa do Festival Canta Nordeste da Rede Globo de Televisão, conseguindo a segunda colocação além de ser premiada como melhor Intérprete com a música "Cidade Grande" do poeta Petrúcio Amorim.
Cristina recebe convites e participa dos CDs Recifrevoé I e II, junto com artistas consagrados, como Chico Buarque de Holanda, Alceu Valença, Maria Bethânia, Paulinho da Viola, Geraldo Azevedo, Lenine entre outros, depois participa do CD Forró Brasil, com Gilberto Gil, Dominguinhos, Elba Ramalho, Alceu Valença e outros. 
Cristina Amaral representou Pernambuco por várias vezes, sempre cantando ritmos regionais viajando em turnês internacionais pela Europa, mais precisamente, Holanda, Projeto Boi Voador, (Caravana do Frevo no Teatro Paradiso) Áustria, Palácio de Schönbrunn, conhecido também como Palácio de Versalhes de Viena, Suíça, Portugal e França, juntamente com Alceu Valença, Antúlio Madureira, André Rio, Elba Ramalho e outros. Participou também do Festival de Montreux por duas vezes, em 1998 teve uma música sua inserida no CD "Montreux Jazz Festival". 
Ao longo de sua carreira solo contabilizou vários sucessos nos dez discos gravados, seu mais recente trabalho é o CD e DVD "A Vida é um Circo". 
O DVD "A Vida é um Circo" foi gravado em comemoração aos 25 anos de carreira da artista.No DVD, Cristina contou suas histórias, suas influências que teve na infância e fez uma releitura de seus grandes sucessos com participações dos forrozeiros Petrúcio Amorim, Maciel Melo, Cezzinha do Acordeon, Santanna, o Cantador, César Amaral, além de Elba Ramalho e Geraldo Azevedo. Muitos Artistas do interior tiveram o primeiro contato com a Dança, Teatro e Música através dos Circos que percorriam as várias cidades do interior, levando alegria debaixo de suas lonas. Foi assim que aconteceu na infância da Cristina Amaral que despertou para a vida artística, sonhando em ser "rumbeira mambembe". É nesta infância cheia de sonhos circenses que se fez o espetáculo de gravação do DVD com Palhaços, cuspidores de fogo, malabaristas, palhaços (da CIA CIRCO TRINDADE) e dançarinos.
O DVD "A vida é um Circo" levou à Praça do Arsenal (Recife Antigo) mais de 10 mil pessoas. Este mais recente trabalho traz ritmos da nossa Região interpretados com o sentimento de quem é parte dela. Este trabalho, como vem fazendo ao longo de sua carreira, evidencia todo o respeito e carinho que Cristina tem pela bela música regional Nordestina..

## Discografia
- 1987 - Flávio José e os Tropicais (Polydisc) LP
- 1992 - Arisca (Som Livre) LP, CD e K7
- 1994 - Doce Vendaval (RGE) LP e K7
- 1997 - Cristina Canta Alceu Valença (Atração) CD
- 1999 - Anjo Azul (Universal Music) CD
- 2000 - Forró Agarradinho (Unidisc) CD
- 2006 - Balanço Brasileiro (Independente) CD
- 2008 - Eu Sou o Forró (Independente) CD
- 2008 - Pérola Nordestina/ Acústico (Independente) CD
- 2009 - Dois Rubis/ Canta Petrúcio Amorim (Independente) CD
- 2010 - A Vida é um Circo (Independente) CD e DVD

1. ↑  «Perfil». IG. Consultado em 20 de junho de 2016